# Рохлин, Леон Лазаревич
Лео́н Ла́заревич Ро́хлин (20 апреля 1903, Краснополье — 1984, Москва) — советский психиатр, невролог, доктор медицинских наук, профессор, действительный член Украинской психоневрологической академии, заслуженный деятель науки РСФСР.

## Биография
Леон Лазаревич Рохлин родился 20 апреля 1903 года в семье врачей Лазаря Львовича и Раисы Давыдовны Рохлиных.
Обучался на лечебно-профилактическом отделении Харьковского медицинского института, который окончил в 1925 году, пройдя специальную стажировку по невропатологии на кафедре нервных болезней под руководством А. М. Гринштейна. После института два года служил в Красной армии, где исполнял должность старшего врача полка. После службы в армии обучался в аспирантуре Украинского психоневрологического института на кафедре психоневрологии.
В 1930 году Л. Л. Рохлин проходил профессиональную стажировку в Германии, где усовершенствовался в психиатрических клиниках К. Бонхёффера и О. Бумке, а также в лаборатории по патогистологии нервной системы у Ф. В. Шпильмайера. После возвращения работал в Харьковском институте усовершенствования врачей. С 1932 по 1937 годы заведовал кафедрой социальной психиатрии Второго Харьковского медицинского института. Л. Л. Рохлин был одним из организаторов Украинской психоневрологической академии, а с 1934 по 1937 годы был её президентом.
В 1937 году Л. Л. Рохлин был репрессирован и провёл 2 года в харьковской тюрьме. В 1939 году был освобождён, реабилитирован и восстановлен во всех правах. Вскоре после этого перебрался в Москву, где работал младшим научным сотрудником в Центральном институте психиатрии. С началом Великой Отечественной войны был назначен начальником эшелона эвакуируемой в Ташкент профессуры Московского института психиатрии. С 1942 по 1943 г.г. Л. Л. Рохлин заведовал кафедрой психиатрии Четвёртого Московского медицинского института, эвакуированного в Фергану, а также был одним из организаторов Ферганской психиатрической больницы. С 1943 по 1946 г.г. работал заместителем главного врача Психиатрической больницы им. З. П. Соловьёва, с 1946 по 1949 г.г. заведовал отделением Института психиатрии АМН.
С 1957 года, в течение последующих 20 лет, Л. Л. Рохлин руководил клиникой шизофрении Московского НИИ психиатрии и был заместителем директора института по науке. В 1967 году ему было присвоено звание заслуженного деятеля науки РСФСР. С 1978 года до конца жизни Л. Л. Рохлин был научным консультантом.
Леон Лазаревич Рохлин скончался в 1984 году в Москве.

## Основные труды
- Рохлин Л. Л. Охрана труда рабочей молодежи. — Харьков, 1922.
- Рохлин Л. Л. Мозговая гигиена партактива. — Харьков: «Государственное издательство Украины», 1930.
- Рохлин Л. Л. Травматическая эпилепсия. — М.: «Издательство АМН СССР», 1948.
- Рохлин Л. Л. Сон, гипноз и сновидения в свете теории И. П. Павлова. — М.: «Знание», 1952.
- Рохлин Л. Л. Советская медицина в борьбе с психическими болезнями. — М.: «Медгиз», 1960.
- Рохлин Л. Л., Снежневский А. В. Шизофрения. — М., 1965.
- Рохлин Л. Л. Очерки психиатрии. — М.: «Москва», 1967.
- Рохлин Л. Л., Федотов Д. Д. Шизофрения: клиника, патогенез, лечение. — М., 1968.
- Рохлин Л. Л. Жизнь и творчество В. Х. Кандинского. — М., 1975.